# リバース・クランチ
リバース・クランチ(reverse crunch)は、ウエイトトレーニングの種目の一つ。腹直筋下部を主に鍛える。腹直筋上部にも負荷がかかる。重い負荷で行う場合は腹筋台などで傾斜をつけて行う。

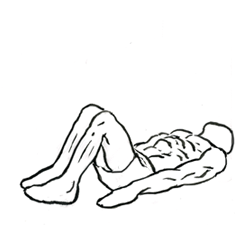
リバース・クランチ(スタート)

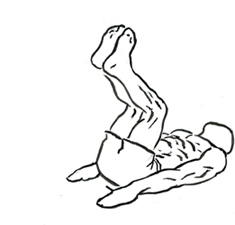
リバース・クランチ(フィニッシュ)

## 具体的動作

### リバース・クランチ
1. 床やベンチに仰向けになり、膝を自然に曲げ、大腿が床に対して垂直になるように上げる。床の上で行う場合は両腕を脚の方向に向けて両手で床を押さえ、ベンチの上で行う場合は頭の下でベンチを保持する。
2. 息を吐きながら、両手で床を押すようにしてお尻を持ち上げる。骨盤が床から離れたら、膝を胸に近づけていき、さらに腰椎を屈曲させていく。
3. 息を吸いながら元の姿勢に戻る。
4. 2~3を繰り返す。

### インクライン・リバース・クランチ
腹筋台の傾斜を用いる。傾斜が急になるほど強度の高い運動となる。
1. 腹筋台に仰向けになり、膝を自然に曲げ、大腿が腹筋台に対して垂直になるように上げる。両手で腹筋台のハンドルを保持する。
2. 息を吐きながらお尻を持ち上げる。骨盤が台から離れたら、膝を胸に近づけていき、さらに腰椎を屈曲させていく。
3. 息を吸いながら元の姿勢に戻る。
4. 2~3を繰り返す。

### ハンギング・リバース・クランチ
チンニングバーなどにぶら下がる。インクライン・リバース・クランチよりも強度の高い運動となる。握力が不足している場合はストラップを使用する。
1. 肩幅程度の手幅でバーを握り、ぶら下がる。膝を自然に曲げ、大腿が床に対して水平になるように上げる。
2. 息を吐きながらお尻を持ち上げる。骨盤が十分に移動したら、膝を胸に近づけていき、さらに腰椎を屈曲させていく。
3. 息を吸いながら元の姿勢に戻る。
4. 2~3を繰り返す。